# 오토튠
오토튠(Auto-Tune)은 안타레스(Antares) 가 전문적인 용도로 개발한 음정(pitch)보정을 위한 오디오 플러그인의 이름이자 기술 그 자체를 의미한다. 오토튠 플러그인은 보컬, 베이스기타 등을 비롯해 화음(harmony)없이 단선율로 모노채널을 통해 오디오 인터페이스의 ADC(Analog to Digital Converter)단으로 들어온 데이터(raw data)를 갖고 음정(Pitch)을 분석해 그래프로 표현해주는 기능을 갖고 있으며, 사용자가 멜로디의 조성(Key) 및 음계(Scale)를 지정하면 음계를 이탈한 음정을 자동 혹은 수동(직접 그래프를 마우스로 그림)으로 가까운 음계에 강제로 맞춰 줌으로써 음정의 자연스러운 보정이 가능해지는 원리다.
초기에 오토튠은 주로 음정이 불안한 보컬의 음정을 보정해 줌으로써 더욱 깔끔한 결과물을 얻으려는 용도로 이용되었으나, 2005년에 'Buy U A Drank'란 제목의 첫 싱글로 데뷔하여 빌보드차트 1위를 거둔 티-페인(T-pain)이 오토튠을 보정용 툴(Tool)이 아닌 페이즈 보코더(Phase Vocoder)로 활용하면서 프로듀서, 믹싱 엔지니어뿐만 아니라 많은 일반인들에게도 '티-페인의 장난감'으로 알려졌다. 이는 오토튠에서 지원하는 리튠 스피드(Retune Speed)기능을 이용해 해당값을 최대치에 가깝게 맞추어, 아날로그(불규칙한 파형을 지닌)인 보컬의 음정(pitch)간격을 강제적으로 직선에 가깝게 변환함으로써 마치 로봇의 목소리처럼 들리게 해주는 원리다.
오토튠은 초기에는 단일 제품(Auto-Tune)이었지만, 현재는 기존의 전문적인 음정 보정용 Auto-Tune Evo와 간편한 조작으로 보코더 이펙터 기능에 충실한 Auto-Tune EFX로 나누어 출시되고 있으며, Auto-Tune Evo는 디지디자인(Digidesign)사의 플러그인 규격인 TDM, RTAS, 스테인버그(Steinberg)의 VST, 애플의 Audio Unit을 모두 지원하고, Auto-Tune EFX는 TDM을 제외한 나머지 규격을 지원한다.
또한 안타레스사는 2009년 9월, 오토튠을 스뮬(Smule)와 함께 아이폰용 'I Am T-Pain'이라는 이름의 애플리케이션으로 제작해 출시했으며, 아이튠즈 미국 앱스토어(Top Paid)에서 1위를 차지하는 등 선풍적인 인기를 얻었다.

## 같이 보기
- 티-페인(T-Pain) (오토튠을 보코더 이펙터로 이용한 대표적인 미국의 랩가수 겸 프로듀서)
- VST (Virtual Studio Technology, 스타인버그가 개발한 오디오 플러그인 규격)
- 오디오유닛 (Audio Unit, 애플사가 개발한 오디오 플러그인 규격)